# Цэран, Маричика
Маричика Титие Цэран (рум. Maricica Titie Ţăran; род. 4 января 1962, Gherța Mică, Сату-Маре), в замужестве Йордаке (рум. Iordache) — румынская гребчиха, выступавшая за сборную Румынии по академической гребле в 1980-х годах. Чемпионка летних Олимпийских игр в Лос-Анджелесе, обладательница серебряной и трёх бронзовых медалей чемпионатов мира, победительница и призёрка многих регат национального значения. Также некоторое время выступала за сборную Западной Германии.

## Биография
Маричика Цэран родилась 4 января 1962 года в коммуне Герца-Микэ, жудец Сату-Маре, Румыния.
Первого серьёзного успеха на взрослом международном уровне добилась в сезоне 1982 года, когда вошла в основной состав румынской национальной сборной и побывала на чемпионате мира в Люцерне, откуда привезла награду бронзового достоинства, выигранную в зачёте парных рулевых четвёрок — в решающем финальном заезде уступила только экипажам из Советского Союза и Восточной Германии.
Благодаря череде удачных выступлений удостоилась права защищать честь страны на летних Олимпийских играх 1984 года в Лос-Анджелесе (будучи страной социалистического лагеря, формально Румыния бойкотировала эти соревнования по политическим причинам, однако румынским спортсменам всё же разрешили выступить на Играх частным порядком). В составе четырёхместного экипажа, куда также вошли гребчихи Анишоара Сорохан, Йоана Бадя, София Корбан и рулевая Екатерина Оанча, в финале Цэран обошла всех своих соперниц и тем самым завоевала золотую олимпийскую медаль.
После лос-анджелесской Олимпиады Цэран осталась в составе гребной команды Румынии и продолжила принимать участие в крупнейших международных регатах. Так, в 1985 году в парных четвёрках она стала бронзовой призёркой на мировом первенстве в Хазевинкеле, пропустив вперёд команды из ГДР и СССР.
В 1986 году на чемпионате мира в Ноттингеме в той же дисциплине выиграла серебряную медаль, уступив в финале восточногерманским спортсменкам.
Во время международной регаты в Мангейме в 1987 году Маричика Цэран покинула расположение румынской сборной и осталась жить на территории Западной Германии, а затем присоединилась к гребному клубу из Регенсбурга и стала выступать за западногерманскую национальную сборную по академической гребле. В частности, в составе команды ФРГ она выступила на мировом первенстве 1989 года в Бледе, где заняла четвёртое место в одиночках.
В 1990 году в одиночках одержала победу на трёх этапах Кубка мира, тогда как на чемпионате мира в Тасмании получила бронзу.
В период 1991—1992 годов продолжала выступать за сборную Германии на этапах Кубка мира, но в чемпионатах мира и Олимпийских играх больше участия не принимала.
В 2004 году награждена орденом «За спортивные заслуги» I степени.